# Bledius bosnicus
Bledius bosnicus är en skalbaggsart som beskrevs av Max Bernhauer 1902. Bledius bosnicus ingår i släktet Bledius, och familjen kortvingar. Arten är reproducerande i Sverige.